# Platykaryje
Platykaryje (Platycarya) je rod rostlin náležející do čeledi ořešákovité. Zahrnuje 2 druhy opadavých dřevin se zpeřenými listy a je zastoupen v Číně, Japonsku, Koreji a Vietnamu. Od příbuzných dřevin z čeledi ořešákovité se odlišuje zejména šišticovitými květenstvími. V Česku je vzácně pěstován druh platykaryje šišticovitá (Platycarya strobilacea).

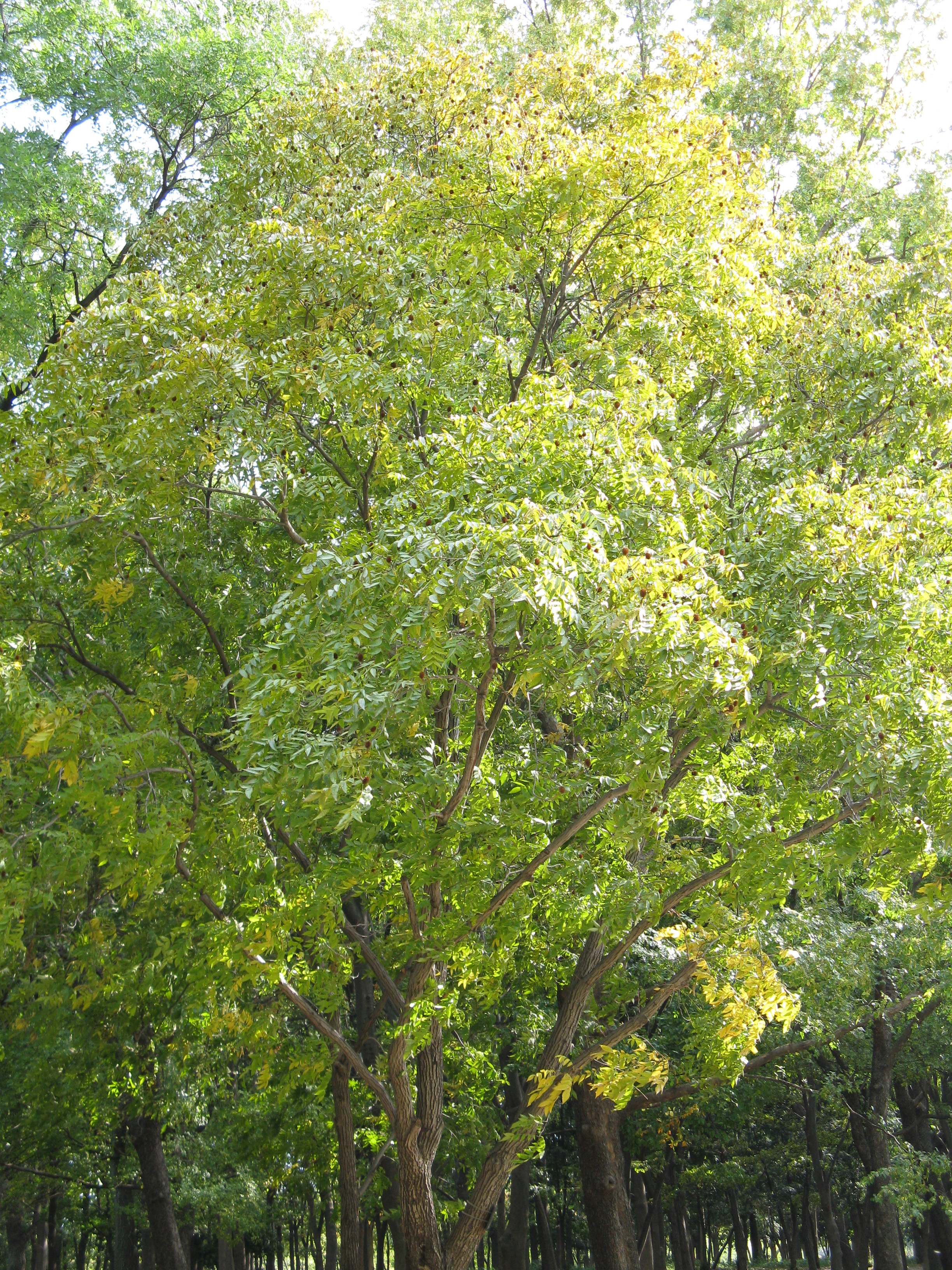
Platykaryje šišticovitá - celkový pohled

## Popis
Platykaryje jsou opadavé jednodomé stromy nebo řidčeji i keře se střídavými lichozpeřenými nebo výjimečně i jednoduchými listy. Vrcholové pupeny jsou vejcovité až téměř kulovité, kryté širokými a překrývajícími se šupinami. Větvičky mají plnou dřeň. Lístky složených listů mají pilovitý okraj a zpeřenou žilnatinu. Květenství se vyvíjejí na vrcholu mladých olistěných větévek a jsou to laty tvořené jednopohlavnými i oboupohlavnými klasy připomínajícími šištice. Samčí květy jsou bezobalné, podepřené listenem, se 4 až 15 tyčinkami. Samičí květy jsou podepřeny 1 volným listenem a 2 listenci přirostlými k semeníku, mají 2 okvětní lístky a semeník s přisedlou dvoulaločnou bliznou. Plodem jsou drobné ploché úzce 2-křídlé oříšky, uspořádané v krátkém šišticovitém plodenství a podepřené vytrvalými listeny.

## Rozšíření
Druh Platycarya strobilacea je rozšířen v Číně, Japonsku, Koreji a Vietnamu. Roste ve smíšených lesích na horských svazích v nadmořských výškách obvykle 400 až 1400 metrů. Platycarya longzhouensis byla nalezena v jižní Číně.

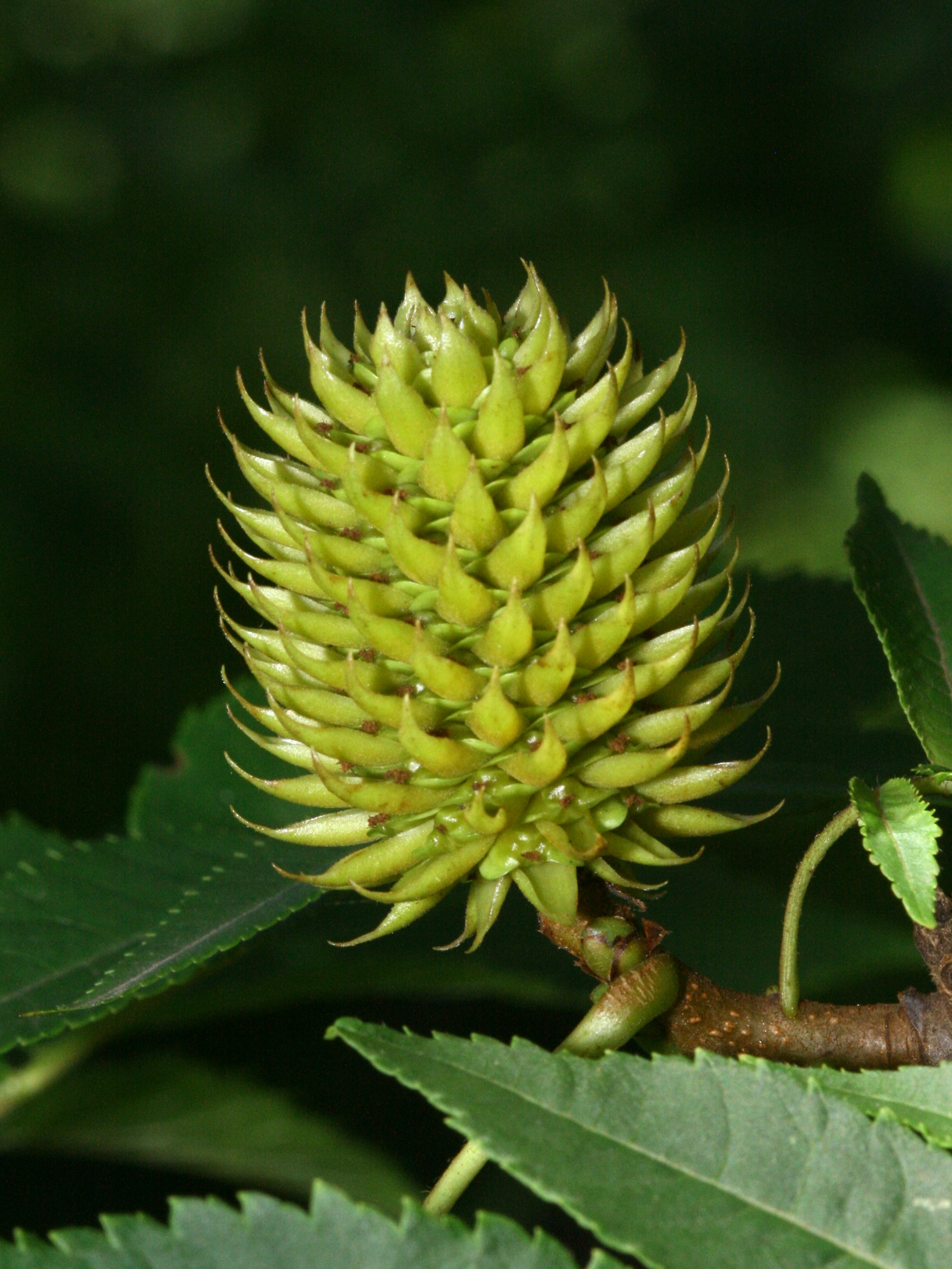
Dozrávající plodenství platykaryje šišticovité
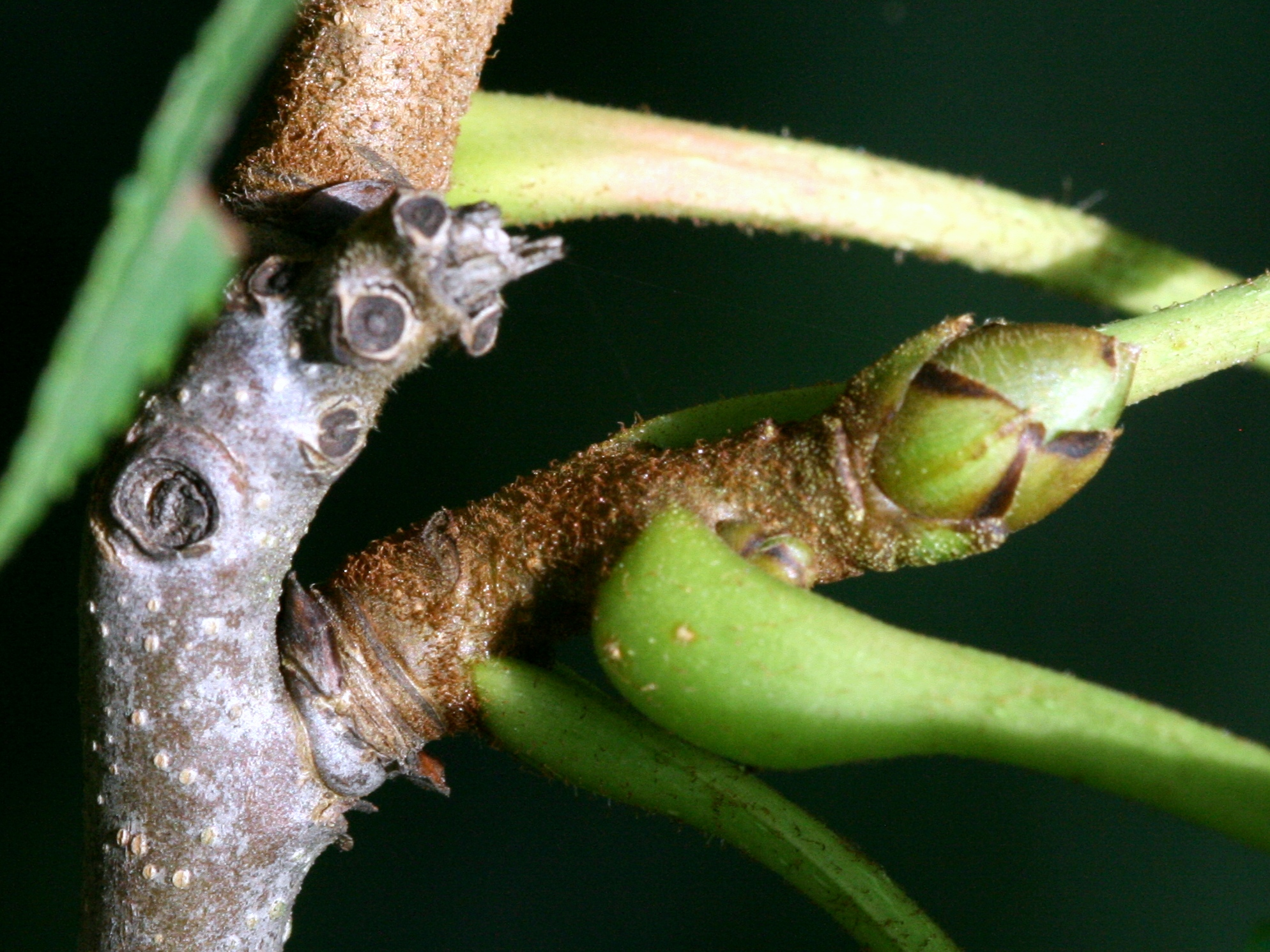
Detail větévky platykaryje šišticovité
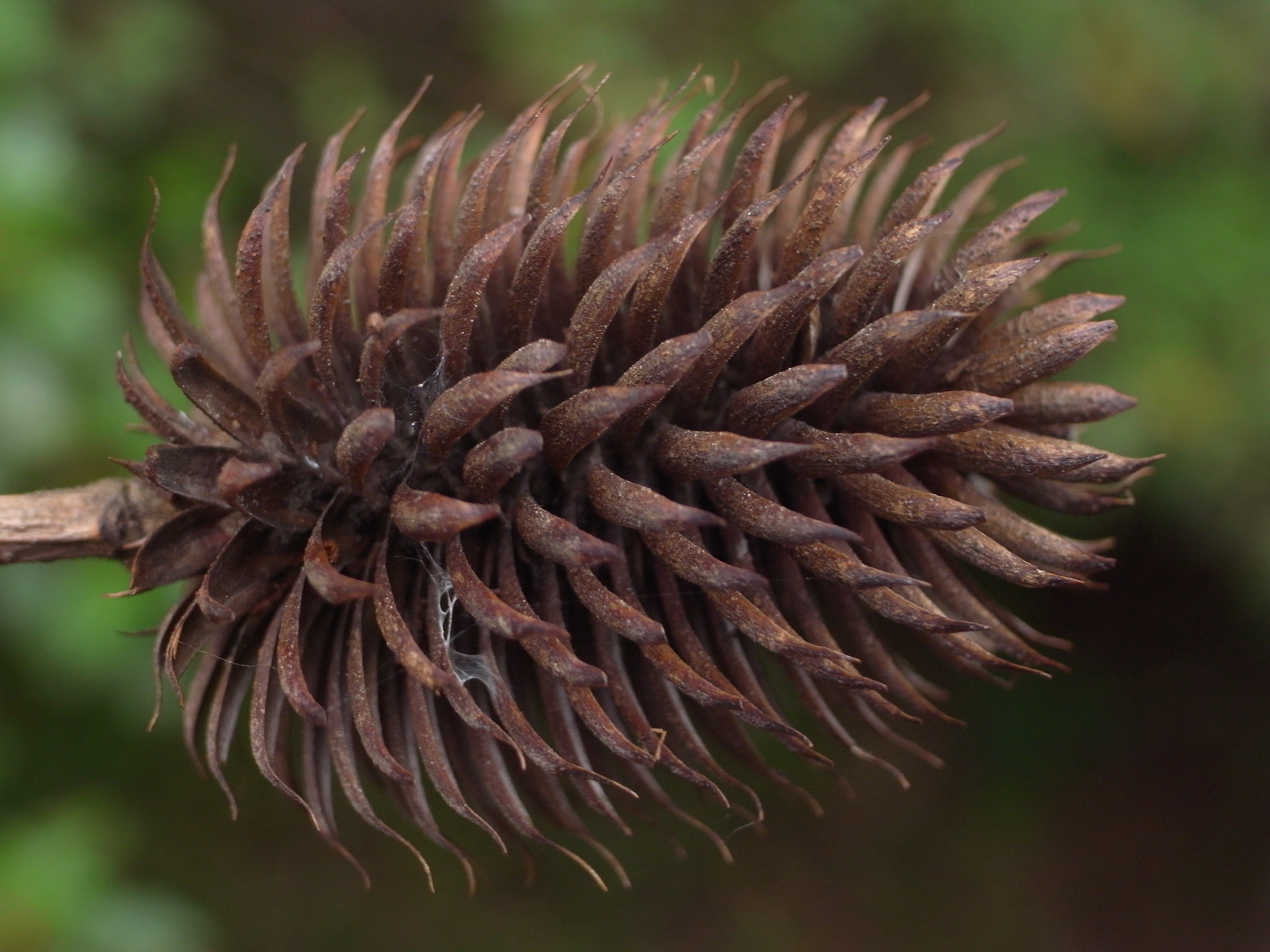
Zralé plodenství platykaryje šišticovité

## Taxonomie
V současné době jsou nejčastěji rozlišovány 2 druhy rodu platykaryje: Platycarya strobilacea a Platycarya longzhouensis. Druh Platycarya longzhouensis byl nalezen v roce 1979 při expedici do jižní Číny v provincii Kuang-si a popsán v roce 1999. V roce 1990 byl popsán druh Platycarya simplicifolia z čínské provincie Kuang-si, vyznačující se jednoduchými listy, dnes je však považován za ojedinělou mutaci.

## Význam
Platykaryje šišticovitá je v Česku vzácně pěstována jako zajímavá dřevina zejména v botanických zahradách a arboretech. Je uváděna z Průhonického parku a ze sbírek Pražské botanické zahrady v Tróji, vzrostlý exemplář je možno vidět i v Botanické zahradě a arboretu MU v Brně.